# Carivaldo Souza
José Carivaldo de Souza, mais conhecido como Carivaldo Souza (Riachão do Dantas, 5 de agosto de 1942), é um político e dirigente esportivo brasileiro. Foi prefeito do município de Macambira e foi presidente da Federação Sergipana de Futebol (FSF) (1990-2015)